# Réal

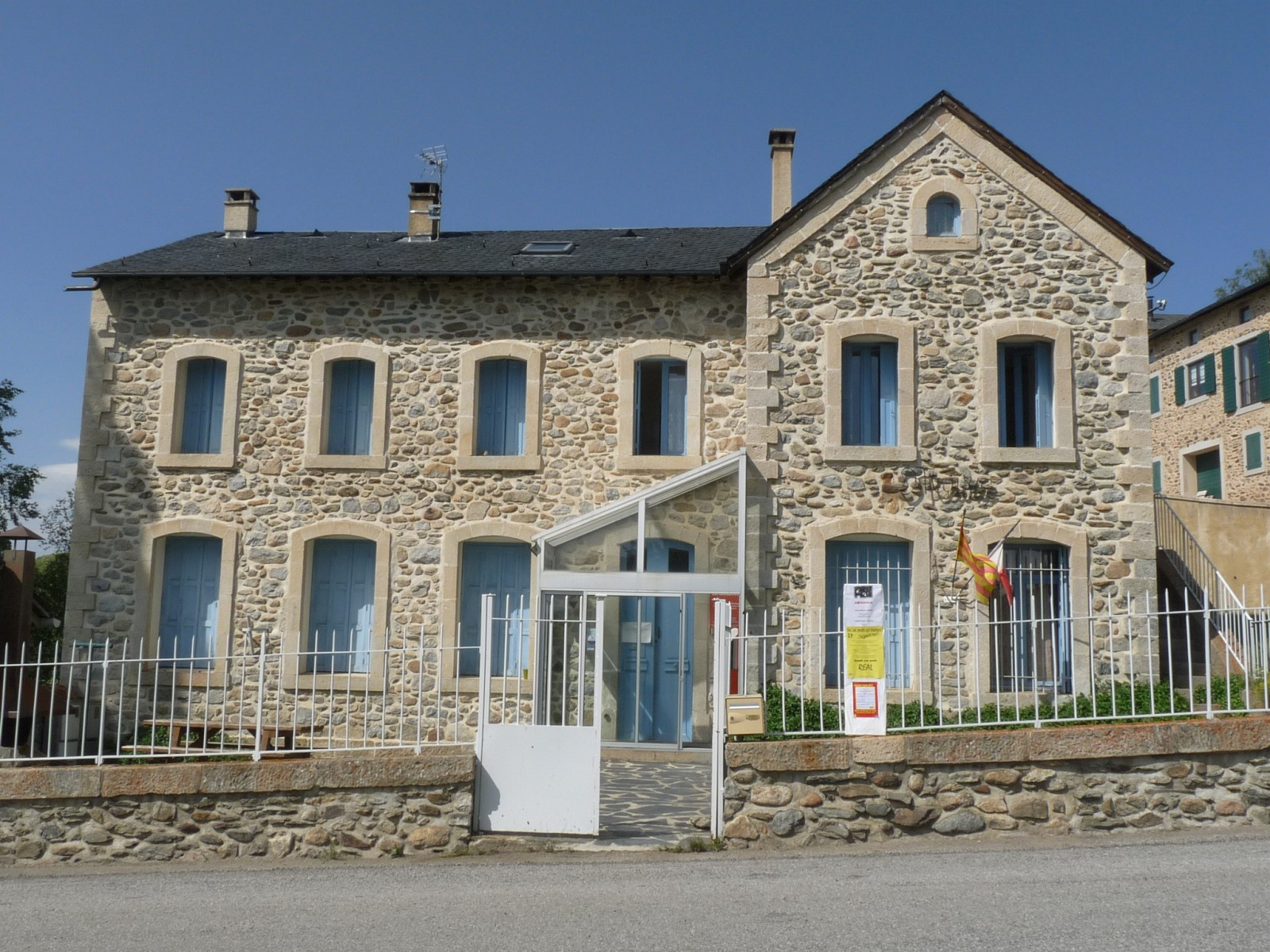
Gemeentehuis

Réal is een gemeente in het Franse departement Pyrénées-Orientales (regio Occitanie) en telt 46 inwoners (2009). De plaats maakt deel uit van het arrondissement Prades.

## Geografie
De oppervlakte van Réal bedraagt 12,5 km², de bevolkingsdichtheid is dus 3,7 inwoners per km².

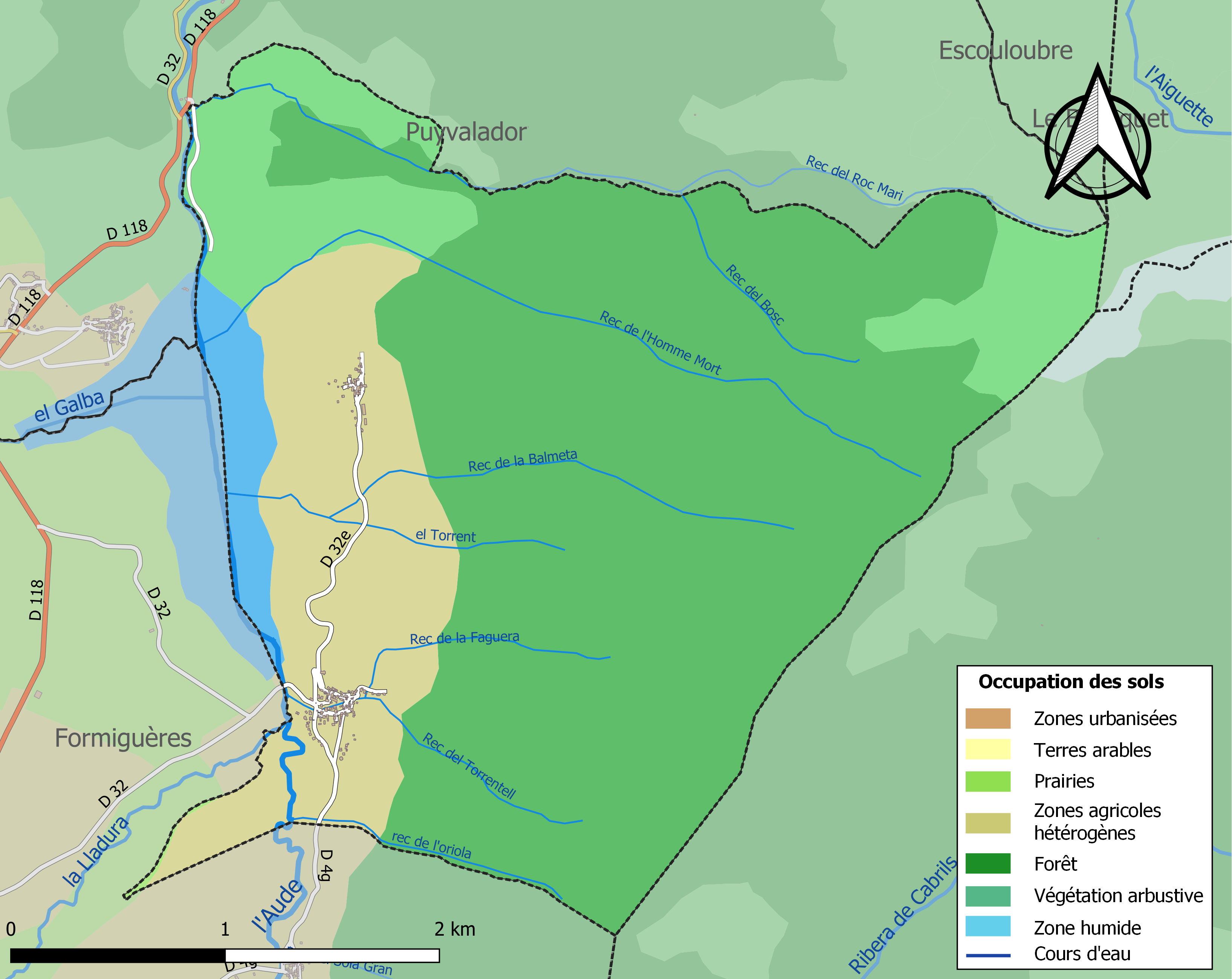
Kaart van de gemeente met de belangrijkste infrastructuur, bodemgebruik en omliggende gemeenten

## Demografie
Onderstaande figuur toont het verloop van het inwonertal (bron: INSEE-tellingen).